# 仮眠
仮眠（かみん）とは短時間の睡眠を取ることである。成人しているヒトに必要とされる一日7 - 8時間の睡眠時間を満足に得られないときに、それを補完する形で実施される場合や一日の生活における睡眠そのものが仮眠である場合、生活リズムに昼寝を取り入れている場合など各人の生活により仮眠の有無や頻度は大きく異なる。

## 概要
仮眠は状況に応じて数分から数時間にわたって実施されるものである。
最も代表的な仮眠である昼寝は昼食後に数分から2 - 3時間程度の睡眠を取ることを指し、南ヨーロッパではシエスタ（Siesta）と言う。
通勤・通学などにおける移動の際にバスや列車の中で寝る行為や会議中・授業中などに寝る行為も仮眠の形態の一つであり、通常の座っている姿勢のまま目を閉じたり机の上に置いた腕を枕の代わりにして伏せて寝たりする体勢が一般的である。
警備員・守衛等の長時間勤務のある職業では、交代で数時間ずつの仮眠を取ることがある。
15 - 30分の仮眠が脳を活性化するという研究結果が出ている。しかし、それ以上の仮眠は逆に脳の活性を下げ、また夜の不眠の原因にもなるとも言われる。

## 利点
仮眠は生理的および心理的の両面において有益である事が分かってきている。20分間の仮眠で、精神がリフレッシュされ、全般的な注意力が増し、気分が良くなり、生産性も向上する。仮眠は心臓にも良い可能性がある。ギリシャ人の成人を対象とした6年間の研究によれば、研究者たちは少なくとも週3回以上の仮眠をとる人は心臓関係の死亡のリスクが37%低いことを見出した。また、仮眠により頭痛が緩和される事もある。
科学者たちは、仮眠（20分の仮眠や1 - 2時間の睡眠など）の効用について長年調査している。様々な認知機能の成績についての調査が行われた。研究によれば、いくつかの種類の記憶作業について、仮眠は一晩の睡眠と同程度によい成績となった。ペンシルバニア大学医学部のDavid F. Dinges教授が指揮しているNASAの研究によれば、仮眠はある種の記憶機能を向上させる効果があり、短い仮眠よりも長い仮眠の方がより有効である事を見出した。そのNASAの研究では、被験者は全て実験室環境の中で、18種類の異なる睡眠スケジュールのいずれかにより数日間過ごした。仮眠の有効性を測定するために、記憶、注意力、反応時間、その他の認知スキルを試すテストが行われた。
アメリカの国立精神衛生研究所（National Institute of Mental Health）は、ハーバード大学のAlan Hobson氏、Robert Stickgold氏らを中心とする研究チームを助成して、日中の仮眠が情報オーバーロードを緩和するという事を示した。また、「Nature Neuroscience」誌において、Sara Mendnick氏、Stickgold氏やその同僚たちは、ある種の場合、1時間の仮眠でさえも、その個人のトップレベルのパフォーマンスを引き出せる事を示したと報告した。NIMHチームは次のように述べている：「結論を言えば、我々はいわゆる『パワーナップ』を勤務中にとる事について罪の意識を感じるのはやめるべきである」。

## 難点
仮眠は（一日に数回とった場合でも）、眠りが十分に長くもなく深くもないのが典型的であり、連続的な6 - 8時間の睡眠と同程度の回復の効用をもたらすほどではない。したがって、日常的に仮眠によって睡眠不足を補おうとしても、睡眠不足の蓄積という結果につながる。不眠症やうつ病の患者には仮眠は推奨されない。なぜなら、既に乱れている覚醒/睡眠パターンをさらに悪化させる可能性があるからである。

## 勤務中の睡眠
勤務中の睡眠についての考え方は雇用者により様々である。ある会社では、生産性を高めるために勤務中に仮眠休憩をとる事を認める制度を設けている。その一方で、別の会社では従業員に対して勤務中の睡眠を厳しく禁じ、例えば監視カメラを用いて、勤務中に寝ている従業員がいないか監視する場合もある。規則に違反して勤務中に眠った従業員は懲戒処分を受ける場合もある。
従業員の中には、認められた休憩時間の間のみ、睡眠、仮眠、あるいはパワーナップをとる者もいる。この場合の仮眠も、会社の方針により許可されている場合と禁止されている場合がある。無給の休憩時間内であっても寝る事を禁ずる会社もある。その理由は様々だが、例えば、眠っている従業員はプロフェッショナルな仕事をしているようには見えないから、あるいは従業員が緊急事態に即座に対応できる事が必要だから、あるいは法令上の規制が理由という場合もある。勤務中に眠ると他人に危険を与えるような種類の職業の場合は、勤務中に眠ってしまうと法令上の制裁を受ける場合がある。例えば、航空機パイロットの場合、免許剥奪の処分を受ける場合もある。
戦時中のアメリカでは、哨兵が勤務中に眠ってしまった場合、それは軍法（Uniform Code of Military Justice）によれば死刑にもなりうる罪であった。朝鮮戦争中、米国のある兵士は、見張り所で眠ってしまった罪で重労働10年の刑を言い渡されたが、その後控訴審で原判決破棄により釈放された。帝国陸軍においても、陸軍刑法第48条において、哨兵が睡眠や酩酊により職務を怠った場合は、敵前の場合五年以下の禁固刑、その他の場合一年以下の禁固刑と定められていた。